# Groton (Connecticut)
Pour les articles homonymes, voir Groton.
Groton  est une ville située dans le comté de New London, dans l'État du Connecticut aux États-Unis, qui occupe la rive orientale de l'estuaire de la Thames. Lors du recensement de 2010, Groton avait une population totale de 40 115 habitants.

## Géographie
La municipalité s'étend sur 45,28 milles carrés (117,27 km2), dont 14,25 milles carrés (36,91 km2) d'étendues d'eau.

## Histoire
Groton devient une municipalité en 1705. Elle doit son nom à la propriété des Winthrop en Angleterre.

## Économie

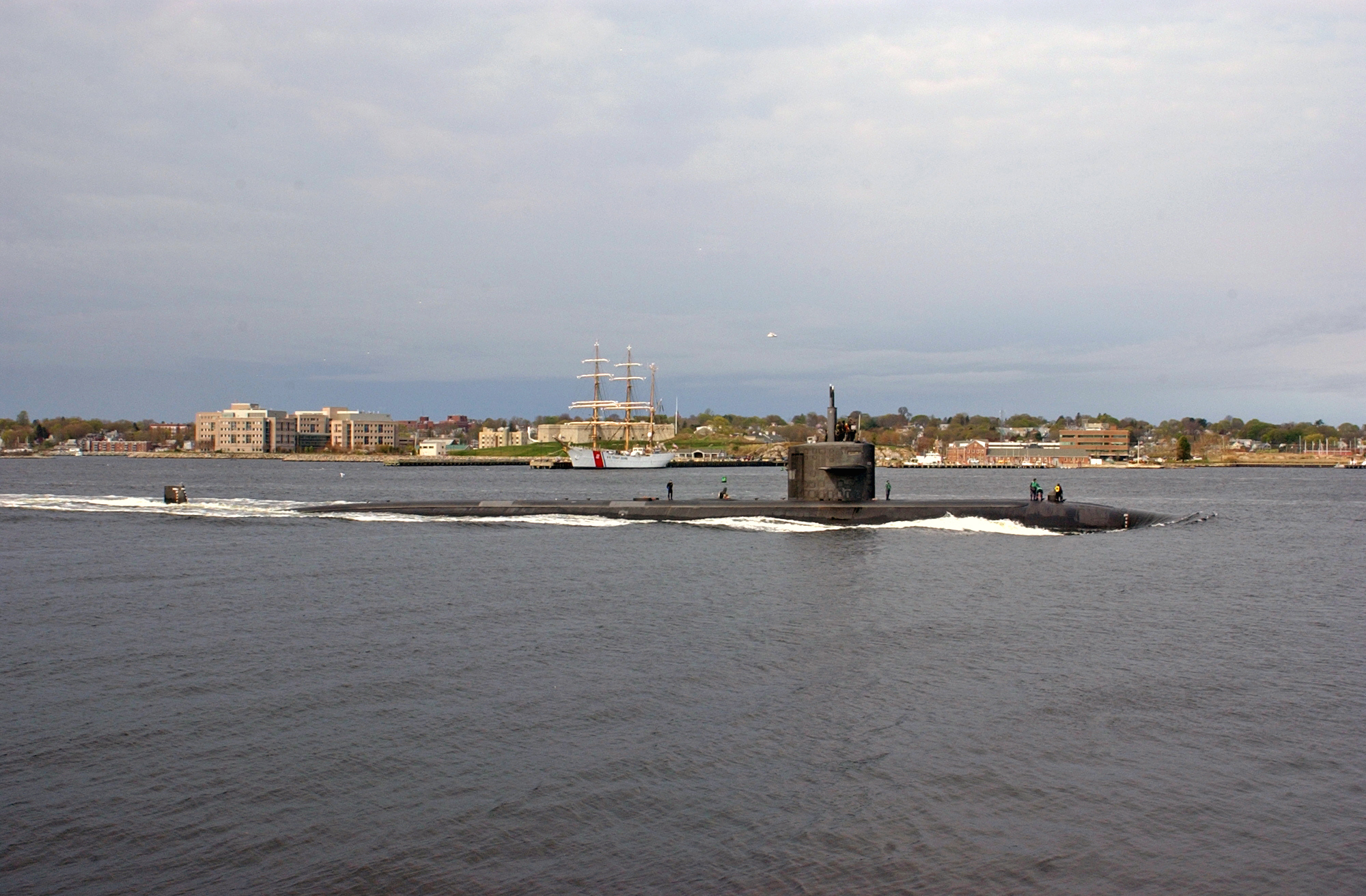
Un sous-marin à Groton.

Groton est la principale base sous-marine américaine de la côte est. Ses principaux employeurs sont :
- Naval Submarine Base New London : la base de sous-marins de l'U.S. Navy de New London emploie 21 000 civils et militaires à Groton ;
- Electric Boat Corporation : une filiale de la General Dynamics Corporation, est le principal constructeur de sous-marins nucléaires américains (7 500 emplois) ;
- Pfizer : la firme pharmaceutique Pfizer possède à Groton une unité de production et son principal centre de recherche et développement, ouvert en 1959 (4 500 emplois).

## Démographie
| 1800  | 1810  | 1820  | 1830  | 1840  | 1850  |
| ----- | ----- | ----- | ----- | ----- | ----- |
| 4 302 | 4 451 | 4 664 | 4 805 | 2 953 | 3 833 |

| 1860  | 1870  | 1880  | 1890  | 1900  | 1910  |
| ----- | ----- | ----- | ----- | ----- | ----- |
| 4 450 | 5 124 | 5 128 | 5 539 | 5 962 | 6 495 |

| 1920  | 1930   | 1940   | 1950   | 1960   | 1970   |
| ----- | ------ | ------ | ------ | ------ | ------ |
| 9 227 | 10 722 | 10 910 | 21 896 | 29 937 | 38 244 |

| 1980   | 1990   | 2000   | 2010   | - | - |
| ------ | ------ | ------ | ------ | - | - |
| 41 062 | 45 144 | 39 907 | 40 115 | - | - |